# Michy Batshuayi
Michy Batshuayi-Atunga (sinh ngày 2 tháng 10 năm 1993) là cầu thủ bóng đá người Bỉ đang thi đấu ở vị trí tiền đạo cho câu lạc bộ Fenerbahçe tại Süper Lig và đội tuyển quốc gia Bỉ.
Anh bắt đầu sự nghiệp thi đấu chuyên nghiệp tại Standard Liège vào năm 2011. Trong mùa giải 2013-14, anh đứng thứ hai trong danh sách vua phá lưới Giải vô địch quốc gia Bỉ với 21 bàn thắng. Tháng 8 năm 2014, anh chuyển đến Pháp thi đấu cho Marseille với giá chuyển nhượng 4,5 triệu £ sau khi đã có được 44 bàn thắng sau 120 trận cho Standard Liège. Batshuayi chuyển đến Chelsea vào mùa hè năm 2016 ghi bàn thắng chính thức mang về danh hiệu vô địch Premier League lần thứ 5 trong lịch sử cho Chelsea vào cuối mùa giải 2016-17 nhưng kể từ tháng 1 năm 2018 anh lại lần lượt được Chelsea đem cho mượn tại Borussia Dortmund, Valencia, Crystal Palace và Beşiktaş. Batshuayi chính thức rời Chelsea vào tháng 9 năm 2022 để đến Fenerbahçe.
Tháng 3 năm 2015, Batshuayi được gọi vào đội tuyển Bỉ và ghi bàn thắng ngay trong trận ra mắt với Síp. Các giải đấu quốc tế lớn mà anh tham dự là Euro 2016, World Cup 2018 và World Cup 2022, mỗi giải anh có được một bàn thắng.

## Sự nghiệp câu lạc bộ
Batshuayi sinh tại Brussels, Bỉ, trong một gia đình có nguồn gốc từ Congo. Batshuayi khởi nghiệp cầu thủ năm 10 tuổi trong màu áo RFC Evere. Anh từng có thời gian ở các đội bóng RUSA Schaarbeek, Brussels FC (hai lần) và Anderlecht trước khi đến Standard Liège. Tại Anderlecht, anh bị đuổi đi chỉ sau một mùa giải gắn bó vì thái độ ngông nghênh. Sau này, Batshuayi đã nói: "Họ đã đúng khi đuổi tôi. Tôi không phải là một thiên thần để có thể ở lại đó".

### Standard Liège
Batshuayi có trận đấu đầu tiên cho đội một Standard Liège vào ngày 20 tháng 2 năm 2011 trong trận thua Gent, khi vào sân thay cho Franck Berrier ở những phút cuối trận đấu. Sáu ngày sau đó, anh có trận đấu đầu tiên tại giải đấu cao nhất nước Bỉ khi vào sân thay cho Aloys Nong ở phút cuối cùng trận thắng 3–0 trước Mechelen.
Ngày 15 tháng 12 năm 2011, anh ghi được bàn thắng đầu tiên trong sự nghiệp thi đấu chuyên nghiệp và đó cũng là bàn thắng duy nhất tại trận đấu cuối cùng của vòng bảng UEFA Europa League với Copenhagen. Sáu ngày sau, anh lập cú đúp giúp Standard Liège đánh bại Lierse 2-1 tại tứ kết Cúp bóng đá Bỉ, nhưng chung cuộc đội bóng của anh vẫn bị loại với tổng tỉ số 4-5. Anh có bàn thắng đầu tiên tại giải vô địch quốc gia Bỉ vào ngày 14 tháng 1 năm 2012 trong chiến thắng 6-1 trước Germinal Beerschot. Ngày 22 tháng 4, trong trận thua 3-2 trước Genk, anh bị truất quyền thi đấu sau pha đạp vào ngực trung vệ Jeroen Simaeys của đối phương và sau đó bị Hiệp hội bóng đá Hoàng gia Bỉ cấm thi đấu 4 trận.
Batshuayi lại bị truất quyền thi đấu một lần nữa vào ngày 25 tháng 9 năm 2012 trong trận thắng Mouscron 3-2 tại vòng sáu cúp bóng đá Bỉ, sau pha giật cùi chỏ Benjamin Delacourt ngay trong hiệp 1. Anh bị cấm thi đấu 2 trận và bị phạt 200 €. Ngày 19 tháng 5 năm 2013, anh lập cú đúp giúp Standard Liège giành chiến thắng 4–3 trước Lokeren. Trong mùa giải 2013–14, Batshuayi có được 21 bàn thắng, đứng thứ hai trong danh sách vua phá lưới Giải vô địch quốc gia Bỉ sau tiền đạo Hamdi Harbaoui của Lokeren. Trong số 21 bàn thắng này có hat-trick đầu tiên trong sự nghiệp lập vào ngày 15 tháng 9 năm 2013 trong chiến thắng 4-2 trước Oostende. Anh cũng giành được danh hiệu Chiếc giày Ebony (Soulier d'ébène), giải thưởng vinh danh cầu thủ gốc Phi xuất sắc nhất năm tại Bỉ.
Trong ba mùa giải thi đấu cho Standard Liège, Batshuayi có được 39 bàn thắng sau 97 trận với thành tích ghi bàn cải thiện theo từng năm (lần lượt 6, 12 và 21 bàn thắng từ mùa giải 2011 – 2012 đến 2013 – 2014).

### Marseille

#### 2014-15
Tháng 8 năm 2014, Batshuayi chuyển đến Pháp thi đấu cho Marseille với giá chuyển nhượng 4,5 triệu £. Ngay ngày sau đó, anh có trận đấu đầu tiên trên đất Pháp, vào sân từ ghế dự bị thay cho Dimitri Payet trong trận hòa 3–3 với Bastia tại Ligue 1. Ngày 29 tháng 10, anh ghi bàn thắng đầu tiên cho Marseille nhưng đội bóng của anh sau đó thua ngược Rennes 2-1 tại vòng ba Cúp bóng đá Pháp. Ngày 21 tháng 12, anh ấn định chiến thắng 2-1 trước Lille bằng một pha đá bồi cận thành.
Ngày 22 tháng 2 năm 2015, vào sân thay cho André-Pierre Gignac, anh lập cú đúp trong trận hòa 2-2 với Saint-Étienne. Trong tháng 3, anh lập hai cú đúp trong các chiến thắng 6-1 và 4-0 lần lượt trước Toulouse và Lens. Batshuayi kết thúc mùa giải 2014-15 với 9 bàn thắng dù cơ hội ra sân đá chính không nhiều.

#### 2015-16
Ngày 23 tháng 8 năm 2015, Batshuayi có được cú đúp trong chiến thắng 6–0 trước Troyes. Đúng một tháng sau đó, anh ghi bàn gỡ hòa ở phút 90 đem vể 1 điểm cho Marseille trước Toulouse. Ngày 22 tháng 10, anh có pha lập công đầu tiên tại đấu trường châu Âu cho đội bóng Pháp trong trận thua 3-2 trước Braga tại lượt trận thứ ba vòng bảng UEFA Europa League. Đến giữa mùa giải, anh đã có 11 bàn thắng sau 19 trận, thành tích chỉ đứng sau Zlatan Ibrahimović của Paris Saint-Germain (PSG) trong khi hai đội bóng cách nhau đến 10 hạng trên bảng xếp hạng.
Ngày 21 tháng 2 năm 2016, Batshuayi lại một lần nữa có bàn thắng gỡ hòa ở phút cuối cùng trận đấu, lần này là vào lưới Saint-Étienne. Bốn ngày sau đó, anh ghi bàn mở tỉ số trong trận đấu lượt về vòng 1/32 với Athletic Bilbao nhưng chung cuộc đội bóng Pháp bị loại với tổng tỉ số 2-1 sau hai lượt. Anh kết thúc Ligue 1 2015-16 với 17 bàn thắng. Tại Coupe de France, anh cùng Marseille vào đến trận chung kết gặp PSG, nơi anh ghi được một bàn thắng trong trận thua 4-2.
Tháng 6 năm 2016, đội bóng Crystal Palace tại Premier League đề nghị mua Batshuayi với phí chuyển nhượng 38 triệu €. Lời đề nghị này của Palace được Marseille chấp thuận nhưng cá nhân Batshuayi đã từ chối và sau đó anh đã chọn đến với Chelsea. Anh có tổng cộng 33 bàn thắng trong 78 lần ra sân cho đội chủ sân Stade Vélodrome trước khi rời đội bóng.

### Chelsea
Trong thời gian thi đấu tại Euro 2016, Batshuayi được cấp phép rời khỏi đội tuyển Bỉ một ngày để tiến hành kiểm tra y tế trước khi đến Chelsea. Ngày 3 tháng 7 năm 2016, anh chính thức ký vào bản hợp đồng có thời hạn năm năm với Chelsea. Mức phí chuyển nhượng không được tiết lộ nhưng ước tính khoảng 33 triệu £. Tại Chelsea, anh khoác áo số 23.

#### 2016-17
Ngày 15 tháng 8 năm 2016, Batshuayi lần đầu tiên được ra sân tại Premier League ở phút thứ 85 trận đấu với West Ham United. Tuy chỉ xuất hiện ngắn ngủi nhưng anh có pha đánh đầu chiến thuật cho Diego Costa ấn định chiến thắng 2-1 cho Chelsea. Trong trận đấu vòng đấu tiếp theo với Watford, anh có pha đá bồi rất nhanh gỡ hòa 1-1 cho Chelsea chỉ sau 7 phút có mặt trên sân. Đây cũng là bàn thắng tại giải đấu chính thức đầu tiên của Batshuayi cho Chelsea. Trong trận đấu tiếp theo của Chelsea tại Cúp Liên đoàn, anh được huấn luyện viên Antonio Conte điền tên vào đội hình xuất phát, sau đó anh có một cú đúp ngay trong hiệp 1 giúp đội bóng của mình giành thắng lợi 3-2 trước đội bóng hạng dưới Bristol Rovers.
Ngày 12 tháng 5, vào sân từ băng ghế dự bị ở phút 76, anh là người ghi bàn thắng duy nhất trong trận đấu giữa Chelsea và West Bromwich Albion sau đường căng ngang của César Azpilicueta ở phút 82, bàn thắng chính thức mang về danh hiệu vô địch Premier League lần thứ 5 trong lịch sử cho Chelsea. Ba ngày sau đó, anh có tên trong đội hình chính thức của Chelsea và ghi được một bàn trong chiến thắng 4-3 trước Watford. Trong trận đấu vòng cuối cùng của Chelsea tại Ngoại hạng Anh 2016-17 gặp Sunderland, Batshuayi đã lập cú đúp giúp Chelsea giành chiến thắng 5-1.

#### 2017-18
Batshuayi được ra sân ngay từ đầu trong trận Siêu cúp Anh 2017 với Arsenal và trận mở màn của Chelsea tại Giải bóng đá Ngoại hạng Anh 2017-18 gặp Burnley nhưng đều không để lại dấu ấn gì và bị thay ra bởi Álvaro Morata. Riêng trong trận đấu với Arsenal, anh còn bị ống kính quay cảnh có hành vi tươi cười sau khi đồng đội đá hỏng loạt sút luân lưu nhưng anh đã phủ nhận mình có ý cười nhạo đồng đội. Một tuần sau đó, anh được vào sân ở cuối hiệp hai trận đấu với Tottenham Hotspur nhưng sau khi chỉ mới vào sân 2 phút anh đã có pha đánh đầu phản lưới nhà suýt nữa làm Chelsea đánh rơi chiến thắng.
Ngày 12 tháng 9, Batshuayi có bàn thắng đầu tiên trong mùa giải mới với pha lập công trong chiến thắng 6-0 trước FK Qarabag tại trận đấu đầu tiên vòng bảng UEFA Champions League 2017-18. Batshuayi có hat-trick đầu tiên trong màu áo Chelsea vào ngày 20 tháng 9 trong trận thắng 5–1 trước Nottingham Forest trong khuôn khổ Cúp EFL. Đúng một tuần sau đó, trong trận đấu tại Champions League với Atlético Madrid, anh ghi bàn ở phút bù giờ cuối cùng khi vào sân ở phút 82. Ngày 21 tháng 10, sau khi vào sân ở phút 61 trận đấu với Watford tại Ngoại hạng Anh, Batshuayi lập cú đúp giúp Chelsea lội ngược dòng đánh bại Watford 4-2.
Ngày 17 tháng 1 năm 2018, trong trận đá lại vòng 3 cúp FA với Norwich, Batshuayi là người ghi bàn mở tỉ số, chấm dứt chuỗi 11 trận không ghi bàn của cá nhân anh. Trong trận đấu vòng 4 sau đó với Newcastle United, Batshuayi có cú đúp ngay trong hiệp 1 giúp Chelsea đánh bại Newcastle 3-0.

#### Borussia Dortmund
Ngày 31 tháng 1 năm 2018, Batshuayi đến Bundesliga thi đấu cho Borussia Dortmund theo thỏa thuận cho mượn từ Chelsea đến hết mùa giải 2017-18. Anh có trận đấu đầu tiên cho đội bóng nước Đức vào ngày 2 tháng 2 và lập được một cú đúp trong chiến thắng 3-2 trước Cologne tại trận đấu sớm vòng 21 Bundesliga. Ngày 10 tháng 2, Batshuayi mở tỉ số trong chiến thắng 2-0 trước Hamburg. Sáu ngày sau đó, trong trận đấu lượt đi vòng 1/16 Europa League với Atalanta, Batshuayi là người gỡ hoà 2-2 rồi ấn định thắng lợi 3-2 cho Dortmund ở phút 90. Trong ba trận đầu tiên khoác màu áo mới, anh đã có năm bàn thắng và một pha kiến tạo. Tuy nhiên anh lại tịt ngòi ở 4 trận tiếp theo sau đó.
Ngày 11 tháng 3, sau khi vào sân từ phút 62 trong trận đấu với Eintracht Frankfurt tại Bundesliga, Batshuayi lập cú đúp ở các phút 77 và 94 đem về chiến thắng 3-2 cho Dortmund. Một tuần sau đó, anh ghi bàn thắng duy nhất trong trận đấu với Hannover 96 bằng một pha đánh gót trên không. Ngày 15 tháng 4, anh gặp chấn thương mắt cá nghiêm trọng trong trận thua Schalke 04 2-0 và phải nghỉ thi đấu giai đoạn còn lại của mùa giải sau khi có 9 bàn thắng/15 trận cho Dortmund.

#### Valencia
Ngày 10 tháng 8 năm 2018, Batshuayi chuyển đến La Liga thi đấu cho Valencia theo thỏa thuận cho mượn đến hết mùa giải 2018-19. 10 ngày sau đó, anh có trận đấu đầu tiên cho Valencia trong trận hòa 1-1 với Atlético Madrid. Ngày 26 tháng 9, anh có bàn thắng đầu tiên tại La Liga vào lưới Celta de Vigo và trở thành cầu thủ đầu tiên trong thế kỷ 21 ghi bàn ở các giải vô địch quốc gia Pháp, Đức, Anh và Tây Ban Nha.
Ngày 23 tháng 10, Batshuayi ghi bàn mở tỉ số trong trận đấu với BSC Young Boys tại UEFA Champions League 2018-19 nhưng đội bóng Thụy Sĩ đã gỡ hòa 1-1 chung cuộc trong hiệp 2. Ngày 4 tháng 12, anh ghi bàn thắng duy nhất giúp Valencia đánh bại CD Ebro 1-0 tại Copa del Rey. Valencia đã quyết định không tiếp tục mượn Batshuayi chỉ sau nửa đầu mùa giải khi tiền đạo người Bỉ chỉ ghi được 3 bàn thắng sau 23 lần ra sân.

#### Crystal Palace
Vào cuối kỳ chuyển nhượng mùa đông tháng 1 năm 2019, Batshuayi được Chelsea cho đội bóng cũng đang thi đấu tại Premier League là Crystal Palace mượn đến hết mùa bóng 2018–19. Anh có trận đấu ra mắt vào ngày 2 tháng 2 trong chiến thắng 2–0 trước Fulham và chính anh là người tạo cơ hội cho Jeffrey Schlupp ấn định chiến thắng cho Crystal Palace. Ngày 23 tháng 2, Batshuayi có bàn thắng đầu tiên cho Crystal Palace và là bàn thắng mở màn cho chiến thắng 4–1 trước Leicester City.
Một tuần sau đó, anh tiếp tục có bàn thắng trong chiến thắng 3-1 trước Burnley. Trong trận đấu cuối cùng của Premier League 2019-20, Batshuayi lập cú đúp giúp Crystal Palace đánh bại Bournemouth 5-3. Tổng cộng anh có 6 bàn thắng sau 13 lần ra sân cho Crystal Palace.

#### Trở lại Chelsea (2019-20)
Batshuayi trở lại Chelsea trong mùa giải 2019-20 dưới sự dẫn dắt của tân huấn luyện viên Frank Lampard. Ngày 25 tháng 9, anh có những bàn thắng đầu tiên trong mùa giải mới với cú đúp trong chiến thắng đậm 7-1 trước đội bóng hạng dưới Grimsby vòng 3 Cúp Carabao. Ngày 6 tháng 10, anh có bàn thắng đầu tiên tại Giải bóng đá Ngoại hạng Anh 2019-20 khi ấn định chiến thắng 4-1 trước Southampton.
Ngày 23 tháng 10, Batshuayi vào sân từ băng ghế dự bị tại lượt trận thứ 3 vòng bảng Champions League 2019-20 giúp Chelsea hạ Ajax 1-0 nhờ pha làm bàn duy nhất của anh. Một tuần sau đó, anh có pha đi bóng trong vòng vây các hậu vệ Manchester United rồi dứt điểm gỡ hòa 1-1 cho Chelsea trong trận đấu vòng 4 Cúp Liên đoàn Anh 2019-20 nhưng chung cuộc Chelsea vẫn bị loại sau trận thua 1-2. Ngày 25 tháng 1 năm 2020, Batshuayi ghi bàn mở tỉ số ngay phút thứ 6 trận đấu vòng 4 Cúp FA 2019-20 và kết quả Chelsea giành thắng lợi 2–1 trước Hull City. Tuy nhiên sau khi vào sân từ ghế dự bị trong trận đấu với Bournemouth ngày 29 tháng 2, anh không được huấn luyện viên Lampard sử dụng lần nào nữa trong giai đoạn còn lại của mùa giải.

#### Trở lại Crystal Palace
Ngày 10 tháng 9 năm 2020, Batshuayi trở lại Crystal Palace và lần này tiếp tục là một hợp đồng cho mượn có thời hạn 1 năm đến hết mùa giải 2020-21 ngay sau khi anh vừa gia hạn hợp đồng thêm 1 năm với Chelsea. Đến ngày 26 tháng 1 năm 2021 anh mới có bàn thắng đầu tiên trong mùa giải 2020-21 trong trận thua 3-2 tại Premier League trước West Ham United. Ngày 5 tháng 4, anh vào sân từ băng ghế dự bị ghi bàn gỡ hòa 1-1 trước Everton.
Trong lần thứ hai khoác áo Crystal Palace, Batshuayi chỉ có 2 bàn thắng trong 20 lần ra sân nên Crystal Palace đã quyết định không mua đứt anh.

#### Beşiktas
Ngày 18 tháng 8 năm 2021, Batshuayi gia hạn hợp đồng với Chelsea đến năm 2023 và ngay lập tức gia nhập đội bóng Thổ Nhĩ Kỳ Beşiktaş theo hợp đồng cho mượn đến hết mùa bóng 2021–22. Ngày 11 tháng 9, anh có bàn thắng đầu tiên cho Beşiktaş với cú đúp trong chiến thẳng 3-0 trước Yeni Malatyaspor tại Süper Lig. Ngày 12 tháng 12, anh lại có một cú đúp giúp Beşiktaş lội ngược dòng đánh bại Kayserispor 4-2.
Ngày 9 tháng 4 năm 2022, Batshuayi lập cú đúp trong trận thắng Alanyaspor 4-1. Anh ghi được tổng cộng 14 bàn thắng sau 41 lần ra sân cho Beşiktaş nhưng đội bóng của anh đã trải qua một mùa giải không thành công khi chỉ đứng thứ sáu tại Süper Lig.

### Fenerbahçe
Ngày 2 tháng 9 năm 2022, câu lạc bộ Fenerbahçe thông báo đã chiêu mộ thành công Batshuayi sau khi thương vụ chuyển nhượng của anh đến Nottingham Forest đổ vỡ vào phút cuối vì vấn đề giấy tờ. Batshuayi kết thúc 6 năm biên chế tại Chelsea với 25 bàn thắng trong 77 trận đấu trên mọi đấu trường.

## Sự nghiệp đội tuyển quốc gia
Batshuayi từng là thành viên đội U-21 Bi và ghi được 3 bàn tại vòng loại giải U-21 châu Âu 2013, trong đó có cú đúp vào lưới U-21 Iceland. Anh có thể thi đấu cho đội tuyển Bỉ và đội tuyển Cộng hòa Dân chủ Congo và vào tháng 3 năm 2015, anh đã tuyên bố lựa chọn đội tuyển Bỉ là quốc gia nơi anh sinh ra và lớn lên.
Batshuayi có trận đấu ra mắt cho "Những con quỷ đỏ" vào ngày 28 tháng 3 năm 2015 trong trận đấu với Síp thuộc vòng loại Euro 2016. Vào sân thay cho Christian Benteke ở phút thứ 77, chỉ ba phút sau đó, anh có pha lập công ấn định chiến thắng 5–0. Anh có pha lập công thứ hai cho đội tuyển khi ghi bàn ấn định chiến thắng 3-1 trong trận giao hữu với Ý.
Batshuayi được huấn luyện viên Marc Wilmots triệu tập vào đội hình đội tuyển Bỉ tham dự Euro 2016 tại Pháp. Anh có lần xuất hiện đầu tiên tại giải đấu này ở phút thứ 76 trận đấu vòng 1/16 với Hungary, thay cho tiền đạo Romelu Lukaku. Ngay trong lần chạm bóng đầu tiên, anh đã nâng tỉ số trận đấu lên 2-0 (chung cuộc Bỉ thắng 4-0). Trong trận tứ kết sau đó thua Wales 1-3, anh vào sân ở phút 83 và cũng thay cho Lukaku.
Anh tiếp tục được tân huấn luyện viên Roberto Martínez triệu tập tham dự World Cup 2018 tại Nga. Tại giải này, anh chỉ có được một bàn thắng trong chiến thắng 5-2 trước Tunisia tại vòng bảng. Đội tuyển Bỉ sau đó kết thúc giải với vị trí thứ ba chung cuộc.
Ngày 15 tháng 11 năm 2018, Batshuayi lập cú đúp giúp Bỉ đánh bại Iceland 2-0 tại trận đấu cuối cùng Bảng 2 UEFA Nations League 2018-19 trên Sân vận động Nhà vua Baudouin. Anh có 4 bàn thắng tại hành trình 10 trận toàn thắng của đội tuyển Bỉ tại vòng loại Euro 2020 trong đó cú đúp vào lưới San Marino.
Ngày 17 tháng 5 năm 2021, Batshuayi có tên trong đội hình 26 tuyển thủ Bỉ tham dự Euro 2020. Anh chỉ có một lần xuất hiện tại giải đấu này trong trận đấu cuối cùng vòng bảng với Phần Lan.
Tại World Cup 2022 tổ chức ở Qatar, anh chỉ có được một bàn thắng duy nhất trong trận thắng 1-0 trước Canada. Tuy nhiên, đội tuyển Bỉ sau đó rời giải với 4 điểm, đứng ở vị trí thứ ba bảng F, 1 trận thắng, 1 trận hòa và 1 trận thua, chỉ ghi được 1 bàn thắng và 2 lần lọt lưới.

## Phong cách thi đấu
Batshuayi có khả năng chơi tốt cả hai chân, rê dắt bóng và thân hình rắn rỏi để càn lướt và tranh chấp bóng, khiến anh được đánh giá có phong cách chơi bóng tương tự cựu tiền đạo Chelsea Didier Drogba. Tuy nhiên, do ảnh hưởng của phong cách bóng đá đường phố nơi anh xuất thân, Batshuayi bị chỉ trích là quá cá nhân, không tham gia nhiều vào lối chơi chung của đội bóng (chỉ thích cầm bóng và ít chuyền cho đồng đội) và không tích cực hỗ trợ phòng ngự.

## Thống kê sự nghiệp
Tính đến ngày 11 tháng 5 năm 2021.
| Câu lạc bộ               | Mùa giải            | Giải đấu            | Giải đấu | Giải đấu | Cúp quốc gia | Cúp quốc gia | Cúp liên đoàn | Cúp liên đoàn | Châu Âu | Châu Âu | Khác | Khác | Tổng cộng | Tổng cộng |
| Câu lạc bộ               | Mùa giải            | Hạng                | Trận     | Bàn      | Trận         | Bàn          | Trận          | Bàn           | Trận    | Bàn     | Trận | Bàn  | Trận      | Bàn       |
| ------------------------ | ------------------- | ------------------- | -------- | -------- | ------------ | ------------ | ------------- | ------------- | ------- | ------- | ---- | ---- | --------- | --------- |
| Standard Liège           | 2010–11             | Belgian Pro League  | 2        | 0        | 0            | 0            | —             | —             | —       | —       | —    | —    | 2         | 0         |
| Standard Liège           | 2011–12             | Belgian Pro League  | 23       | 6        | 2            | 2            | —             | —             | 8       | 1       | 0    | 0    | 33        | 9         |
| Standard Liège           | 2012–13             | Belgian Pro League  | 34       | 12       | 2            | 0            | —             | —             | —       | —       | —    | —    | 36        | 12        |
| Standard Liège           | 2013–14             | Belgian Pro League  | 38       | 21       | 1            | 0            | —             | —             | 10      | 2       | —    | —    | 49        | 23        |
| Standard Liège           | Tổng cộng           | Tổng cộng           | 97       | 39       | 5            | 2            | —             | —             | 18      | 3       | 0    | 0    | 120       | 44        |
| Marseille                | 2014–15             | Ligue 1             | 26       | 9        | 1            | 0            | 1             | 1             | —       | —       | —    | —    | 28        | 10        |
| Marseille                | 2015–16             | Ligue 1             | 36       | 17       | 5            | 2            | 2             | 0             | 7       | 4       | —    | —    | 50        | 23        |
| Marseille                | Tổng cộng           | Tổng cộng           | 62       | 26       | 6            | 2            | 3             | 1             | 7       | 4       | —    | —    | 78        | 33        |
| Chelsea                  | 2016–17             | Premier League      | 20       | 5        | 4            | 2            | 3             | 2             | —       | —       | —    | —    | 27        | 9         |
| Chelsea                  | 2017–18             | Premier League      | 12       | 2        | 3            | 3            | 5             | 3             | 4       | 2       | 1    | 0    | 25        | 10        |
| Chelsea                  | 2019–20             | Premier League      | 16       | 1        | 2            | 1            | 2             | 3             | 4       | 1       | 0    | 0    | 24        | 6         |
| Chelsea                  | Tổng cộng           | Tổng cộng           | 48       | 8        | 10           | 6            | 10            | 8             | 8       | 3       | 1    | 0    | 77        | 25        |
| Borussia Dortmund (mượn) | 2017–18             | Bundesliga          | 10       | 7        | —            | —            | —             | —             | 4       | 2       | —    | —    | 14        | 9         |
| Valencia (mượn)          | 2018–19             | La Liga             | 15       | 1        | 3            | 1            | —             | —             | 5       | 1       | —    | —    | 23        | 3         |
| Crystal Palace (mượn)    | 2018–19             | Premier League      | 11       | 5        | 2            | 1            | —             | —             | —       | —       | —    | —    | 13        | 6         |
| Crystal Palace (mượn)    | 2020–21             | Premier League      | 18       | 2        | 1            | 0            | 1             | 0             | —       | —       | —    | —    | 20        | 1         |
| Crystal Palace (mượn)    | Tổng cộng           | Tổng cộng           | 27       | 6        | 3            | 1            | 1             | 0             | —       | —       | —    | —    | 31        | 7         |
| Tổng cộng sự nghiệp      | Tổng cộng sự nghiệp | Tổng cộng sự nghiệp | 261      | 88       | 27           | 12           | 14            | 9             | 42      | 13      | 2    | 2    | 346       | 124       |

### Quốc tế
Tính đến 26 tháng 3 năm 2024.
| Đội tuyển quốc gia | Năm       | Trận | Bàn |
| ------------------ | --------- | ---- | --- |
| Bỉ                 | 2015      | 2    | 2   |
| Bỉ                 | 2016      | 7    | 1   |
| Bỉ                 | 2017      | 4    | 2   |
| Bỉ                 | 2018      | 10   | 7   |
| Bỉ                 | 2019      | 6    | 4   |
| Bỉ                 | 2020      | 3    | 5   |
| Bỉ                 | 2021      | 7    | 1   |
| Bỉ                 | 2022      | 11   | 5   |
| Bỉ                 | 2023      | 3    | 0   |
| Bỉ                 | 2024      | 2    | 0   |
| Bỉ                 | Tổng cộng | 55   | 27  |

### Bàn thắng quốc tế
Bàn thắng và kết quả của đội tuyển Bỉ được để trước
| #   | Ngày                 | Địa điểm                                              | Đối thủ              | Bàn thắng | Kết quả | Giải đấu                      |
| --- | -------------------- | ----------------------------------------------------- | -------------------- | --------- | ------- | ----------------------------- |
| 1.  | 28 tháng 3 năm 2015  | Sân vận động Nhà vua Baudouin, Brussels, Bỉ           | Síp                  | 5–0       | 5–0     | Vòng loại UEFA Euro 2016      |
| 2.  | 13 tháng 11 năm 2015 | Sân vận động Nhà vua Baudouin, Brussels, Bỉ           | Ý                    | 3–1       | 3–1     | Giao hữu                      |
| 3.  | 26 tháng 6 năm 2016  | Sân vận động Thành phố, Toulouse, Pháp                | Hungary              | 2–0       | 4–0     | UEFA Euro 2016                |
| 4.  | 5 tháng 6 năm 2017   | Sân vận động Nhà vua Baudouin, Brussels, Bỉ           | Séc                  | 2–1       | 2–1     | Giao hữu                      |
| 5.  | 7 tháng 10 năm 2017  | Sân vận động Grbavica, Sarajevo, Bosna và Hercegovina | Bosna và Hercegovina | 2–2       | 4–3     | Vòng loại FIFA World Cup 2018 |
| 6.  | 27 tháng 3 năm 2018  | Sân vận động Nhà vua Baudouin, Brussels, Bỉ           | Ả Rập Xê Út          | 3–0       | 4–0     | Giao hữu                      |
| 7.  | 11 tháng 6 năm 2018  | Sân vận động Nhà vua Baudouin, Brussels, Bỉ           | Costa Rica           | 4–1       | 4–1     | Giao hữu                      |
| 8.  | 23 tháng 6 năm 2018  | Otkrytiye Arena, Moscow, Nga                          | Tunisia              | 5–1       | 5–2     | FIFA World Cup 2018           |
| 9.  | 7 tháng 9 năm 2018   | Hampden Park, Glasgow, Scotland                       | Scotland             | 3–0       | 4–0     | Giao hữu                      |
| 10. | 7 tháng 9 năm 2018   | Hampden Park, Glasgow, Scotland                       | Scotland             | 4–0       | 4–0     | Giao hữu                      |
| 11. | 16 tháng 11 năm 2018 | Sân vận động Nhà vua Baudouin, Brussels, Bỉ           | Iceland              | 1–0       | 2–0     | UEFA Nations League 2018–19   |
| 12. | 16 tháng 11 năm 2018 | Sân vận động Nhà vua Baudouin, Brussels, Bỉ           | Iceland              | 2–0       | 2–0     | UEFA Nations League 2018–19   |
| 13. | 24 tháng 3 năm 2019  | Sân vận động GSP, Nicosia, Síp                        | Síp                  | 2–0       | 2–0     | Vòng loại UEFA Euro 2020      |
| 14. | 6 tháng 9 năm 2019   | Sân vận động San Marino, Serravalle, San Marino       | San Marino           | 1–0       | 4–0     | Vòng loại UEFA Euro 2020      |
| 15. | 6 tháng 9 năm 2019   | Sân vận động San Marino, Serravalle, San Marino       | San Marino           | 4–0       | 4–0     | Vòng loại UEFA Euro 2020      |
| 16. | 13 tháng 10 năm 2019 | Astana Arena, Nur-Sultan, Kazakhstan                  | Kazakhstan           | 1–0       | 2–0     | Vòng loại UEFA Euro 2020      |
| 17. | 8 tháng 9 năm 2020   | Sân vận động Nhà vua Baudouin, Brussels, Bỉ           | Iceland              | 2–1       | 5–1     | UEFA Nations League 2020–21   |
| 18. | 8 tháng 9 năm 2020   | Sân vận động Nhà vua Baudouin, Brussels, Bỉ           | Iceland              | 4–1       | 5–1     | UEFA Nations League 2020–21   |
| 19. | 8 tháng 10 năm 2020  | Sân vận động Nhà vua Baudouin, Brussels, Bỉ           | Bờ Biển Ngà          | 1–0       | 1–1     | Giao hữu                      |
| 20. | 11 tháng 11 năm 2020 | Den Dreef, Leuven, Bỉ                                 | Thụy Sĩ              | 1–1       | 2–1     | Giao hữu                      |
| 21. | 11 tháng 11 năm 2020 | Den Dreef, Leuven, Bỉ                                 | Thụy Sĩ              | 2–1       | 2–1     | Giao hữu                      |
| 22. | 30 tháng 3 năm 2021  | Den Dreef, Leuven, Bỉ                                 | Belarus              | 1–0       | 8–0     | Vòng loại FIFA World Cup 2022 |
| 23. | 26 tháng 3 năm 2022  | Sân vận động Aviva, Dublin, Ireland                   | Cộng hòa Ireland     | 1–0       | 2–2     | Giao hữu                      |
| 24  | 3 tháng 6 năm 2022   | Sân vận động Nhà vua Baudouin, Brussels, Bỉ           | Hà Lan               | 1–4       | 1–4     | UEFA Nations League 2022–23   |
| 25  | 14 tháng 6 năm 2022  | Sân vận động quốc gia, Warsaw, Ba Lan                 | Ba Lan               | 1–0       | 1–0     | UEFA Nations League 2022–23   |
| 26  | 22 tháng 9 năm 2022  | Sân vận động Nhà vua Baudouin, Brussels, Bỉ           | Wales                | 2–0       | 2–1     | UEFA Nations League 2022–23   |
| 27  | 23 tháng 11 năm 2022 | Sân vận động Ahmed bin Ali, Doha, Qatar               | Canada               | 1–0       | 1–0     | FIFA World Cup 2022           |

## Danh hiệu

### Câu lạc bộ
Chelsea
- Giải bóng đá Ngoại hạng Anh: 2016-17

### Cá nhân
- Giải thưởng Chiếc giày Ebony: 2013-14.

### Đội tuyển quốc gia
Đội tuyển quốc gia Bỉ
- Hạng ba World Cup 2018